# Rudge-Whitworth
Rudge Whitworth Cycles va ser una empresa britànica fabricant de bicicletes, motocicletes i rodes d'automòbil esportiu que va néixer el 1894 de la fusió de dos fabricants de bicicletes, Whitworth Cycle Co de Birmingham, fundada per Charles Henry Pugh i els seus dos fills Charles Vernon i John, i Rudge Cycle Co de Coventry (empresa descendent, al seu torn, d'una de bicicletes fundada per Daniel Rudge a Wolverhampton).
Rudge va produir motocicletes del 1911 al 1939. L'empresa va ser coneguda per les seves innovacions en el disseny de motors i transmissions i pels seus èxits en competició. El seu lema de vendes era «Rudge it, not trudge» (joc de paraules entre el nom de la firma i el verb to trudge, "caminar penosament, amb dificultat").
La companyia també va produir, el 1907, la primera roda de radis de filferro desmuntable i era coneguda per les seves rodes extraïbles per a cotxes esportius; aquesta divisió de la firma va continuar fins a la dècada del 1960.

## Rodes de radis

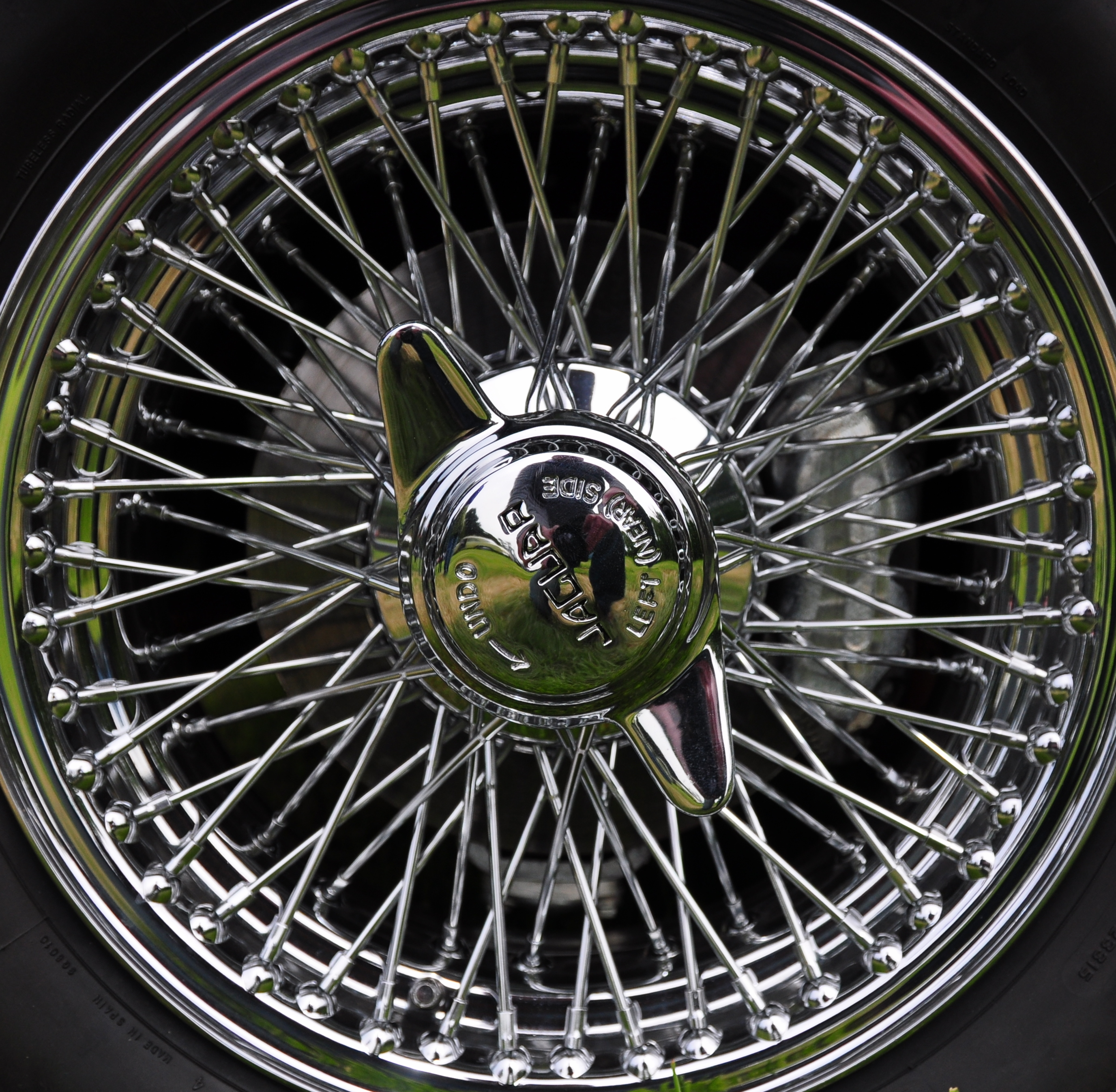
Roda de radis Rudge-Whitworth en un Jaguar

A començaments de la dècada del 1900, John Pugh, fill del fundador de l'empresa Charles i pioner de l'automobilisme, va decidir que hi havia d'haver una manera millor d'adobar els pneumàtics reventats que haver-los de canviar amb la roda fixada al cotxe. En competència amb Victor Riley de la Riley Cycle Company, tots dos van dissenyar una roda desmuntable bloquejada per una sola femella gran. Pugh va patentar la seva roda el 1908. Certes diferències detallades en el disseny van donar lloc a disputes legals entre ambdues empreses pels drets intel·lectuals de la roda desmuntable. Pugh finalment va perdre el plet després d'apel·lar a la Cambra dels Lords.
El disseny de la roda de bloqueig central té tres elements principals: un eix central estriat on s'ubica la roda i dos cons d'aparellament, un a l'extrem interior que centra la roda i l'altre a l'extrem de la rosca. Aquests cons transmeten la major part del parell a la roda alliberant les barres de bona part de la càrrega. Una de les característiques clau del disseny de Pugh és que s'ajusta automàticament: les rodes del costat dret del cotxe tenen un fil esquerre a la femella i viceversa; si la roda s'afluixa, la tendència és que la rosca de bloqueig l'estrenyi i mantingui amb seguretat.
El sistema va ser adoptat amb entusiasme pel món de les competicions, on l'avantatge d'una roda de canvi ràpid era evident. Al TT de l'Illa de Man de 1908, 21 dels 35 participants van emprar rodes Rudge-Whitworth, i només un dels classificats no ho va fer. El 1913, l'ús de rodes de radis desmuntables era universal als Grans Premis.
Després de la Segona Guerra Mundial, Jaguar Cars va adquirir els drets de la roda Rudge-Whitworth.

## Motocicletes

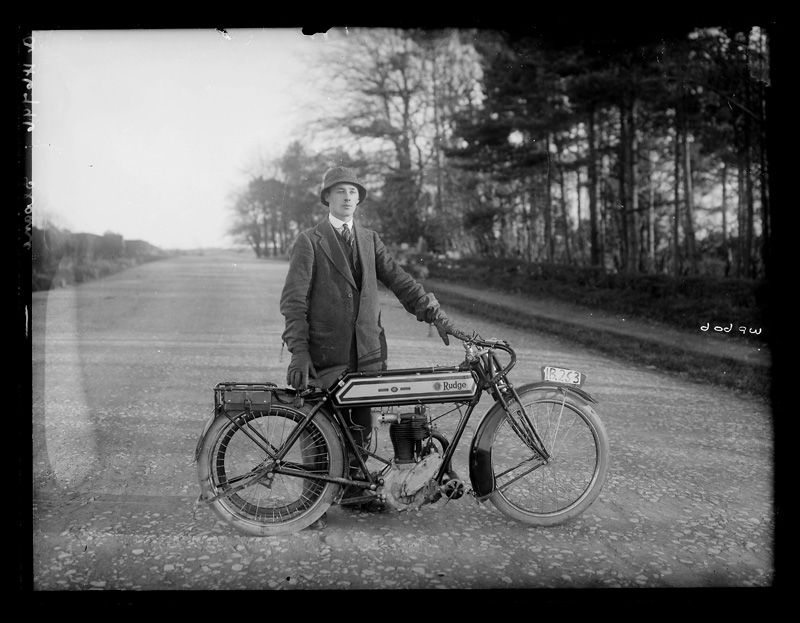
Un usuari amb la seva Rudge a l'Ulster el 1911

El 1909, Rudge començà a vendre motocicletes Werner etiquetades com a Rudge. La companyia va produir la seva primera motocicleta el 1911, una de monocilíndrica de 500 cc amb motor IOE.
El 1912 es va llançar la Multigear ("multivelocitats") de 499 cc amb transmissió per corretja, la qual feia servir politges de ranura de profunditat variable per a proporcionar 21 relacions de transmissió, essent-ne la relació més alta la de 2,75:1 (el model monocilíndric Zenith Gradua i la FN de 247 cc de 1907 empraven un sistema similar, també anomenat transmissió variable contínua, CVT). El 1913 es va llançar la Multigear de 750 cc. El 1914, Cyril Pullin va guanyar el TT de l'illa de Man amb una Rudge Multigear.
El 1915, Rudge va llançar una motocicleta de 1.000 cc amb caixa de canvis Jardine de quatre velocitats, seguida d'un model Multigear també de 1.000 cc. El 1923, l'empresa va introduir una caixa de canvis de quatre velocitats fabricada per ella mateixa per a reemplaçar la Jardine, i la producció de la Multigear es va cancel·lar.
La monocilíndrica de 350 cc Rudge Four, anomenada així pel fet de tenir canvi de quatre velocitats i quatre vàlvules, va mostrar un rendiment marcadament superior al de la competència només aparèixer, amb més potència que la seva predecessora de 500 cc. S'ha dit que l'enginyer de Rudge, George Hack, va prendre la idea del seu disseny de la Triumph Ricardo de quatre vàlvules (produïda entre 1921 i 1928). Hack va dissenyar un capçal de quatre vàlvules per a Rudge i el 1924, l'empresa va produir el seu primer capçal de quatre vàlvules per a un motor de 350 cc. Les vàlvules estaven disposades en paral·lel i no eren radials.
El 1925 en va aparèixer una versió de 500 cc amb frens anteriors i posteriors aparellats, i els grans extrems dels coixinets duien ara l'alimentació d'oli a través del passador del cigonyal. L'antiga de 350 cc es va deixar de produir el 1926. Durant el 1928, les motocicletes Rudge duien el selló muntat sobre el dipòsit (incorporat al seu extrem posterior) i frens de tambor expansibles interns de 8". Stanley Glanfield va dissenyar una Rudge per a curses de dirt track que es comercialitzà a partir de 1928 amb el nom de Glanfield Rudge.

### Competició
El 1928, Graham Walker va guanyar amb una Rudge el Gran Premi de l'Ulster amb una mitjana de velocitat superior als 129 km/h. Això va provocar el llançament del model Rudge Ulster, així com d'un altre amb motor JAP de 250 cc i un de tercer amb motor paral·lel de 4 vàlvules de 350 cc. L'Ulster fou un dels models més famosos de la marca.
Les motocicletes Rudge van acabar en els llocs primer, segon i tercer al Junior TT de 1930 tot fent-hi servir prototips de motors de 350 cc radials de 4 vàlvules. També van aconseguir el primer i el segon lloc al Senior TT. Els motors de les motocicletes de carretera es van canviar al sistema de lubrificació de dipòsit en sec. El model amb motor JAP 250 i el paral·lel de quatre vàlvules de 350 cc van ser abandonats aquell any.
El 1931 Rudge va llançar les seves primeres motos de carretera de 250 i 350 cc amb distribució de vàlvules radials. Hi havia també rèpliques de les vencedores del TT en 350 i 500 cc. La 500 cc de vàlvula paral·lela també estava disponible als models Special i Ulster, el darrer dels quals oferia ara garantia de 100 mph (161 km/h). Al Lightweight TT de 1931, Rudge aconseguí el primer i el segon lloc, mentre que al de 1932 hi aconseguí el segon i el tercer.
Rudge va produir un model de 500 cc amb capçal radial només per al 1932. També es va fer una rèplica del model de 250 cc del TT, alhora que les motos de carretera s'equipaven amb cadenes primàries en bany d'oli i un suport que es podia accionar «amb un sol dit».
Durant la dècada del 1920 i començaments de la del 1930, les motocicletes Rudge van ser molt populars a les competicions de speedway. Entre els qui van pilotar-ne durant la seva carrera hi ha el campió del món de 1938 Bluey Wilkinson, qui va començar la seva carrera en aquesta disciplina el 1928 amb una antiga i atrotinada Rudge.

### Declivi

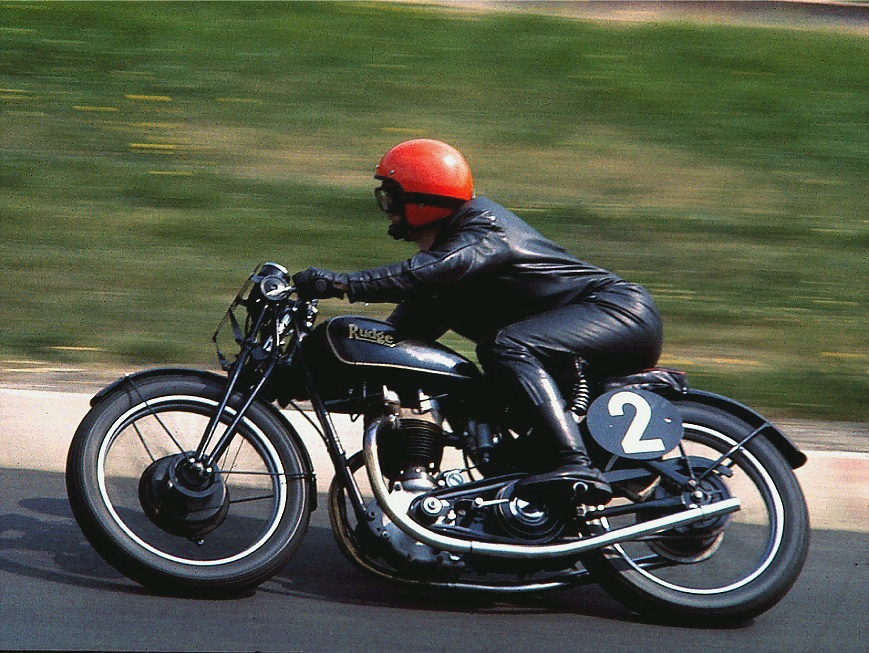
Una Rudge 500 cc de 1938 en una cursa vintage a Nürburgring el 1976

A causa de la Gran Depressió, el 1933 va ser el darrer any de producció de les motos de dirt track i de les rèpliques TT Rudge. El model Ulster 500 sí que es va produir, equipat amb un capçal de ferro colat del tipus "semi-radial" (és a dir, amb vàlvules paral·leles i ports radials). De cara al 1934, l'Ulster duia el capçal de fosa en bronze d'alumini. Aquell any es va llançar també un model Sports radial de quatre vàlvules de 250 cc. Les Rudge van ocupar els primers tres llocs al Lightweight TT de 1934.
El 1935 es va produir un model de 250 cc de dues vàlvules i el 1936 va aparèixer el darrer model de 250 cc de quatre vàlvules radials, mentre que en altres models van incorporar forquilles de tub rodó. El 1937, l'engranatge de les vàlvules dels models de 500 cc anava totalment tancat.
Les finances, però, anaven empitjorant i Rudge va acabar essent adquirida per l'Electric and Musical Industries (EMI) i la producció es va interrompre per a ser traslladada finalment al barri de Hayes, al districte londinenc de Hillingdon.
El 1938 encara es va llançar un model Sports de dues vàlvules de 250 cc i, a començaments de 1939, l'Ulster duia culata d'alumini RR50.
La producció de motos Rudge va cessar el desembre de 1939 i els esforços es van encaminar a la producció de radars per a l'exèrcit, en plena Segona Guerra Mundial. El 1943, Raleigh va comprar totes les accions de Rudge-Whitworth Ltd i, d'ençà d'aleshores, la marca Rudge es va fer servir durant un temps en alguns models de bicicleta fabricats per aquesta altra firma.

### Galeria de models

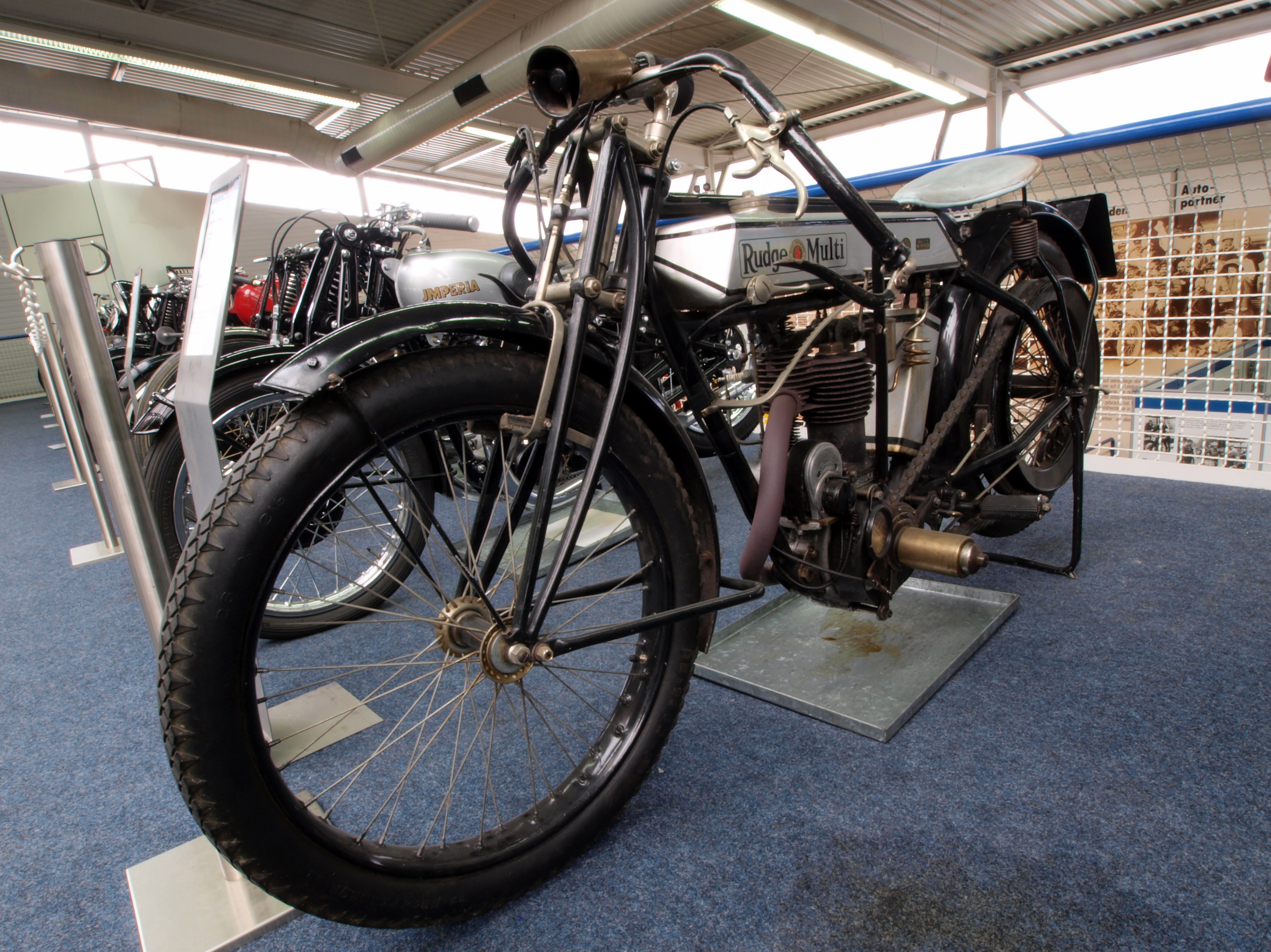
Rudge "Multi" de 1914
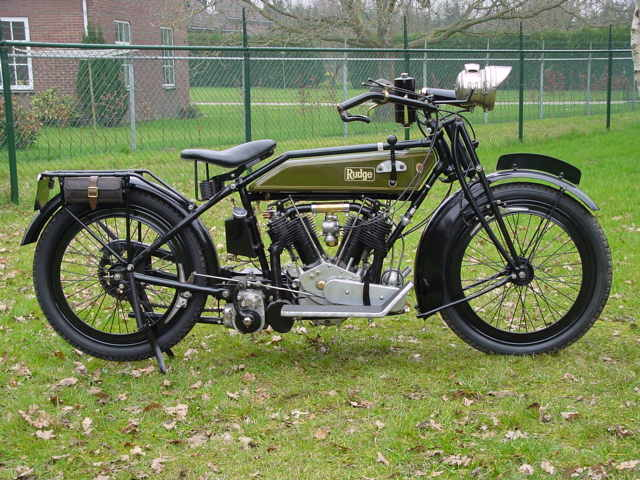
Rudge 1.000 cc de 1923
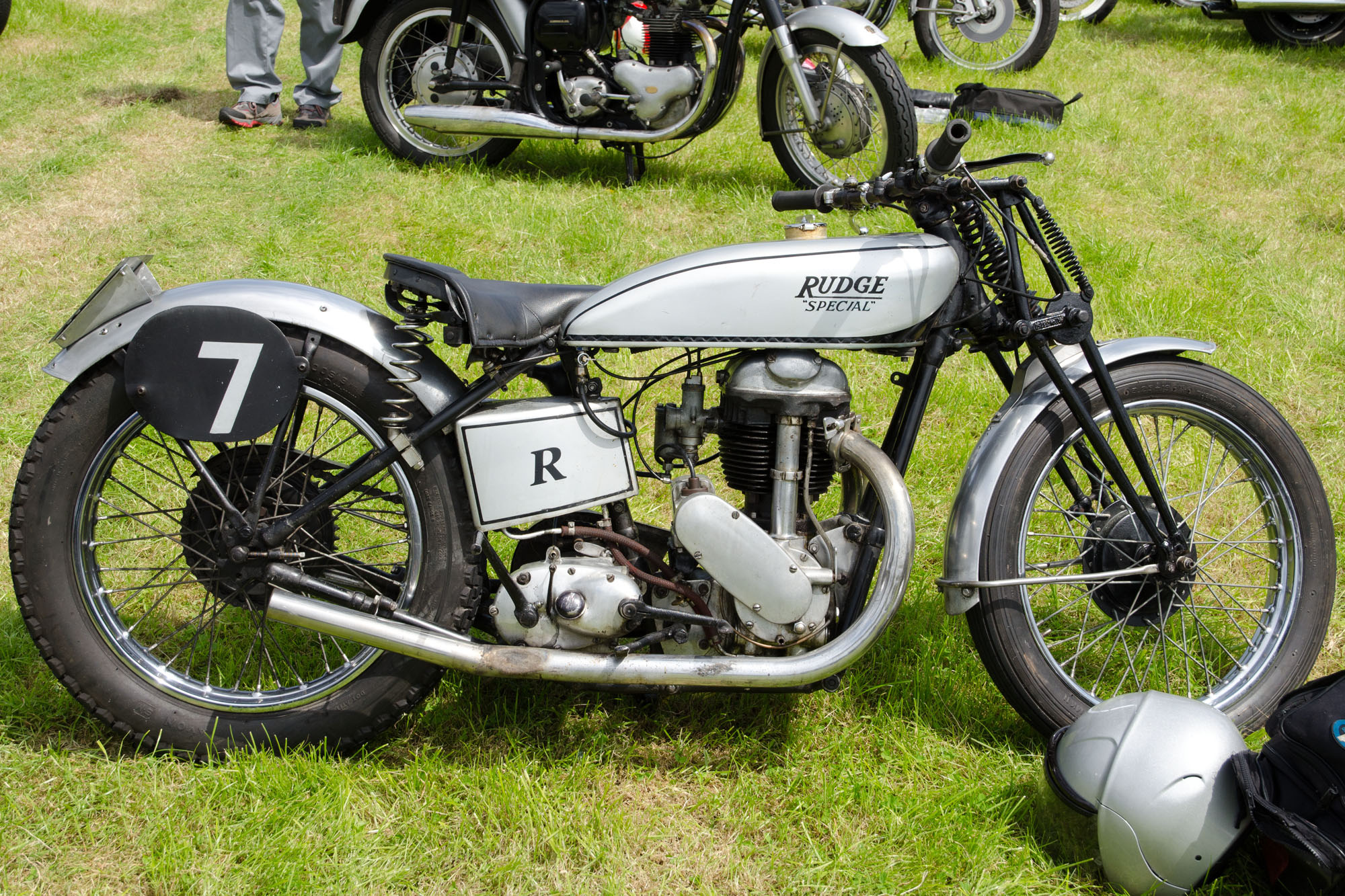
Rudge Special dels anys 30
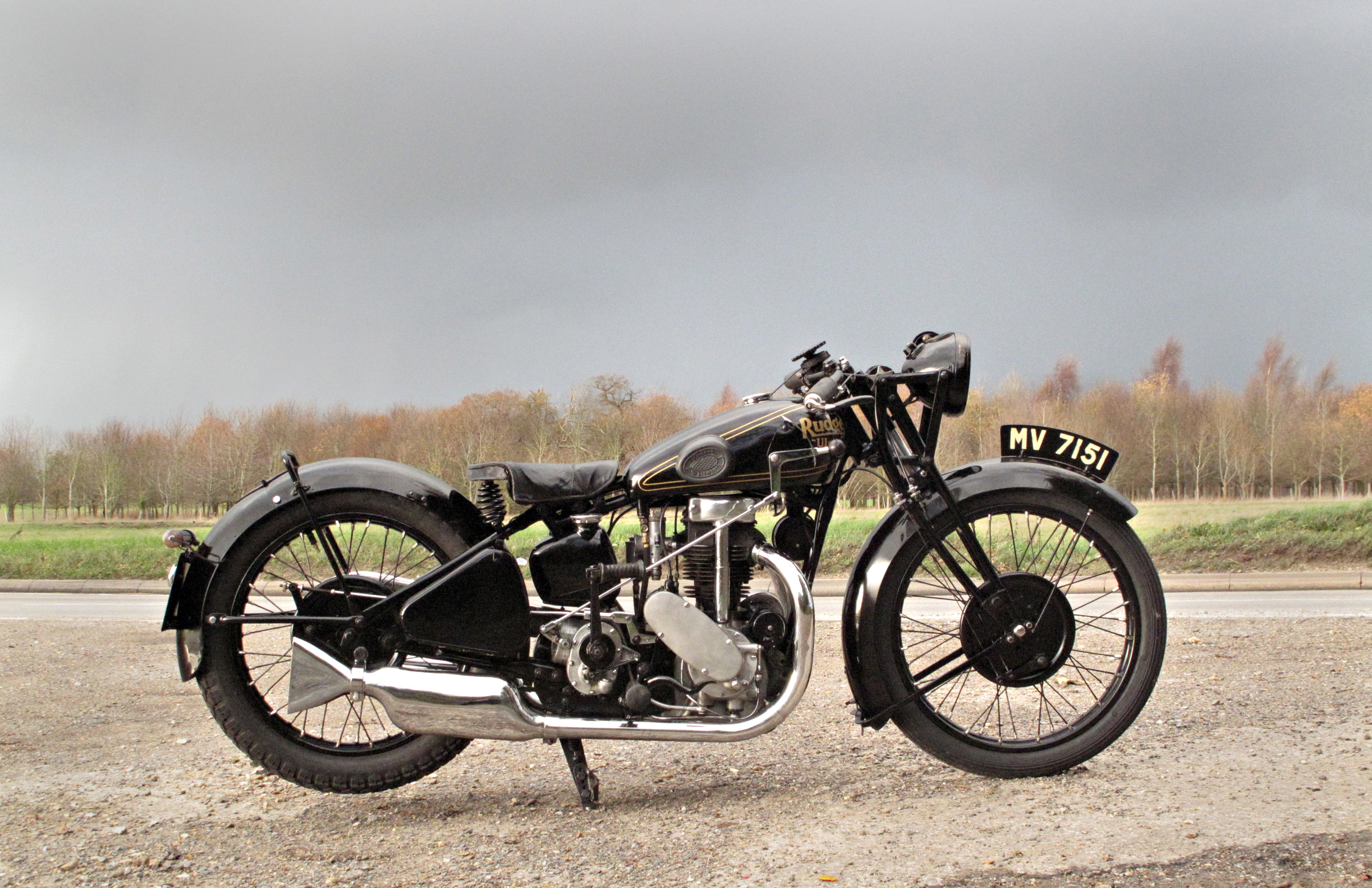
Rudge Ulster de 1931
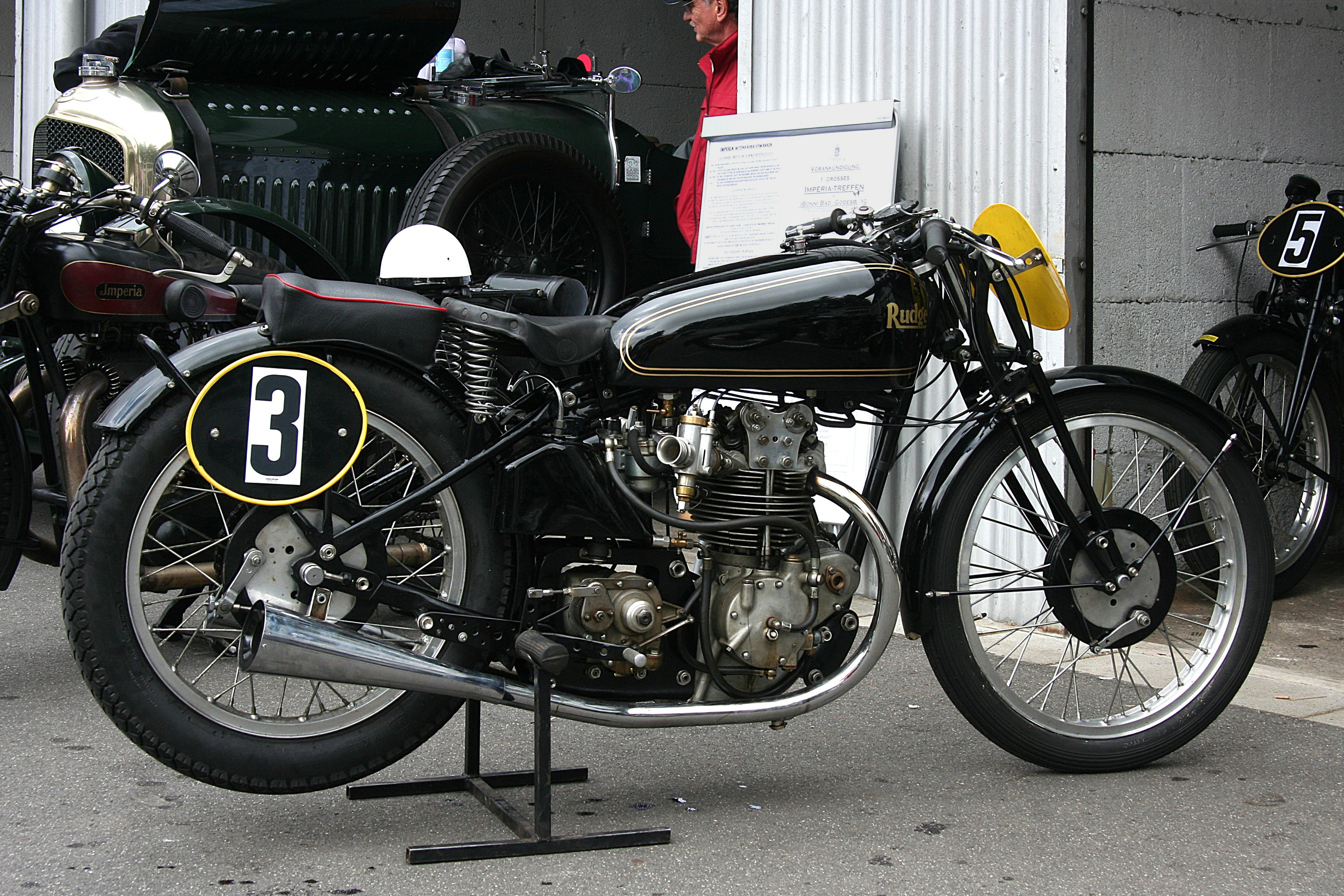
Rudge Special 350cc de 1937

## Autocicle Rudge
Entre el 1912 i el 1913 l'empresa va entrar en el puixant mercat dels autocicles. El seu cotxe utilitzava la transmissió multivelocitats Rudge, amb transmissió per corretja, que oferia relacions entre 14:1 i 3,5:1. Les relacions se seleccionaven per mitjà d'una palanca que accionava la porta que dividia el rang d'engranatges en deu relacions diferents. El motor era monocilíndric de 750 cc refrigerat per aire amb un diàmetre per carrera de 85 x 132 mm, equipat amb un carburador Senspray. El preu de 1912 era de 135 guinees.
Sembla que els emplaçaments dels dos seients els duien esglaonats per tal d'encabir-los en aquell estret espai, però això no es pot confirmar amb la fotografia feta al saló de l'Olympia Motor Cycle and Cycle Car de 1912.

## Bicicletes

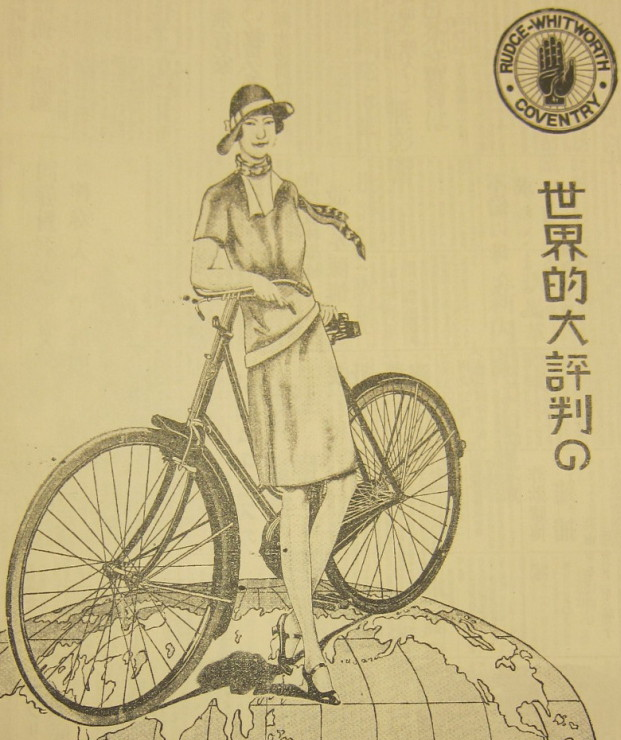
Anunci de bicicleta Rudge-Whitworth a Taiwan anterior al 1945

El 1938, Rudge-Whitworth va patrocinar Billie Fleming per tal d'intentar obtenir el rècord de distància de major quantitat de quilòmetres recorreguts en un any. L'empresa li va proporcionar una bicicleta amb canvi de marxes de tres velocitats amb desviador i un ciclòmetre, així com suport econòmic perquè pogués anar en bicicleta durant 365 dies de forma ininterrompuda. El seu rècord de 47.642,5 km encara es mantenia imbatut a la seva mort, a l'edat de 100 anys, el 2014.